# Mujeres en la historia alemana
Mujeres en la historia alemana (Frauen der deutschen Geschichte) es una serie de estampillas definitivas emitidas en la RFA y Berlín occidental entre los años 1986 y 1990, y desde 1990 en la Alemania reunificada.

## Descripción
Los sellos fueron diseñados por Gerd Aretz y Oliver Aretz.
Cada sello representa un retrato de una mujer alemana famosa. Dos son austriacas: Lise Meitner y Bertha von Suttner. El color del retrato es diferente del color del nombre del país y de la denominación.
Los nombres de los países en las estampillas cambian de acuerdo a la historia germana:
- "Deutsche Bundespost" (Oficina de correos de Alemania Federal), 1986–1990 en Alemania occidental y 1990–1995 en la Alemania reunificada,
- "Deutsche Bundespost — Berlin", 1986–1990 para uso en West Berlin,
- "Deutschland" (Alemania) desde 1995.

El tipo de denominación cambia asimismo con la introducción del euro:
- 1986 a 2000, expresadas en pfennig y sin una unidad. Por ejemplo: "100" para 100 pfennig (o 1 marco alemán).
- Entre 2000 a 2001, la denominación está en pfennig y en euro (con el símbolo €).
- Desde 2002, se emplea solo euro con el símbolo €.

## Lista de las estampillas

### Mujeres en la historia de Alemania (RFA yBerlín Occidental)
| Denominación en Pfennig | mujer                                         | catálogo Michel 2.ª línea para West Berlin | fecha de emisión                                         | Imagen |
| ----------------------- | --------------------------------------------- | ------------------------------------------ | -------------------------------------------------------- | ------ |
| 5                       | Emma Ihrer                                    | 1405 833                                   | 9 de febrero de 1989                                     |        |
| 10                      | Paula Modersohn-Becker                        | 1359 806                                   | 14 de abril de 1988                                      |        |
| 20                      | Cilly Aussem                                  | 1365 811                                   | 5 de mayo de 1988                                        |        |
| 40                      | Maria Sibylla Merian                          | 1331 788                                   | 17 de septiembre de 1987                                 |        |
| 50                      | Christine Teusch                              | 1304 770                                   | 13 de noviembre de 1986                                  |        |
| 60                      | Dorothea Erxleben                             | 1332 824                                   | 17 de septiembre de 1987 Berlín: 10 de noviembre de 1988 |        |
| 80                      | Clara Schumann                                | 1305 771                                   | 13 de noviembre de 1986                                  |        |
| 100                     | Therese Giehse                                | 1390 825                                   | 10 de noviembre de 1988                                  |        |
| 120                     | Elisabeth Selbert                             | 1338 —                                     | 6 de noviembre de 1987                                   |        |
| 130                     | Lise Meitner                                  | 1366 812                                   | 5 de mayo de 1988                                        |        |
| 140                     | Cécile Vogt                                   | 1432 848                                   | 10 de agosto de 1989                                     |        |
| 170                     | Hannah Arendt                                 | 1391 826                                   | 10 de noviembre de 1988                                  |        |
| 180                     | Lotte Lehmann                                 | 1427 844                                   | 13 de julio de 1989                                      |        |
| 240                     | Mathilde Franziska Anneke                     | 1392 827                                   | 10 de noviembre de 1988                                  |        |
| 250                     | Luise von Preußen                             | 1428 845                                   | 13 de julio de 1989                                      |        |
| 300                     | Fanny Hensel apellido de soltera: Mendelssohn | 1433 849                                   | 10 de agosto de 1989                                     |        |
| 350                     | Hedwig Dransfeld                              | 1393 828                                   | 10 de noviembre de 1988                                  |        |
| 500                     | Alice Salomon                                 | 1397 830                                   | 12 de enero de 1989                                      |        |

### Mujeres en la historia alemana (después de lareunificación)
| Denominación en Pfennig      | mujer                       | catálogo Michel | fecha de emisión      | imagen |
| ---------------------------- | --------------------------- | --------------- | --------------------- | ------ |
| 30                           | Käthe Kollwitz              | 1488            | 8 de enero de 1991    |        |
| 70                           | Elisabet Boehm              | 1489            | 8 de enero de 1991    |        |
| 80                           | Rahel Varnhagen von Ense    | 1755            | 13 de octubre de 1994 |        |
| 100                          | Luise Henriette von Oranien | 1756            | 13 de octubre de 1994 |        |
| 150                          | Sophie Scholl               | 1497            | 14 de febrero de 1991 |        |
| 200                          | Bertha von Suttner          | 1498            | 14 de febrero de 1991 |        |
| 400                          | Charlotte von Stein         | 1582            | 9 de enero de 1992    |        |
| 450                          | Hedwig Courths-Mahler       | 1614            | 11 de junio de 1992   |        |
| nombre del país: Deutschland |                             |                 |                       |        |
| 100                          | Elisabeth Schwarzhaupt      | 1955            | 16 de octubre de 1997 |        |
| 110                          | Marlene Dietrich            | 1939            | 14 de agosto de 1997  |        |
| 220                          | Marie Elisabeth Lüders      | 1940            | 28 de agosto de 1997  |        |
| 300                          | Maria Probst                | 1956            | 16 de octubre de 1997 |        |
| 440                          | Gret Palucca                | 2014            | 8 de octubre de 1998  |        |

### Mujeres en la historia de Alemania (en euro)
| Denominación en Pfennig y euro | mujer                       | catálogo Michel | fecha de emisión        | Imagen |
| ------------------------------ | --------------------------- | --------------- | ----------------------- | ------ |
| Denominación en pfennig y euro |                             |                 |                         |        |
| 100 / 0,51 €                   | Grethe Weiser               | 2149            | 9 de noviembre de 2000  |        |
| 110 / 0,56 €                   | Käte Strobel                | 2150            | 9 de noviembre de 2000  |        |
| 220 / 1,12 €                   | Marieluise Fleißer          | 2158            | 11 de enero de 2001     |        |
| 300 / 1,53 €                   | Nelly Sachs                 | 2159            | 11 de enero de 2001     |        |
| Denominación en euro           |                             |                 |                         |        |
| 0,45 €                         | Annette von Droste-Hülshoff | 2295            | 27 de diciembre de 2002 |        |
| 0,55 €                         | Hildegard Knef              | 2296            | 27 de diciembre de 2002 |        |
| 1,00 €                         | Marie Juchacz               | 2305            | 16 de enero de 2003     |        |
| 1,44 €                         | Esther von Kirchbach        | 2297            | 27 de diciembre de 2002 |        |